# Das Phantom der Oper (Musical)
Der Roman Das Phantom der Oper (Le Fantôme de l’Opéra) von Gaston Leroux aus dem Jahr 1911 wurde 1975 erstmals als Musical aufgeführt. Die bekannteste Adaption des Stoffs stammt von Andrew Lloyd Webber, der sein Musical 1986 auf die Bühne brachte. Seitdem wurden verschiedene Musicalfassungen veröffentlicht.

## Übersicht Musical-Versionen
1975: The Actors Company

The Phantom of the Opera

erste Bühnenbearbeitung des Stoffs

Adaption: David Giles
1976: Ken Hill

Das Phantom der Oper (engl. Originaltitel: The Phantom of the Opera)

Musik aus verschiedenen Opernauszügen von W. A. Mozart, Charles Gounod, Jacques Offenbach

Songtexte und Buch: Ken Hill
1980: Ivan Jacobs
  
The Phantom of the Opera

geschrieben 1970

Musik und Text: Ivan Jacobs
1986: Andrew Lloyd Webber und Richard Stilgoe

Das Phantom der Oper (engl. Originaltitel: The Phantom of the Opera)

bekannteste Adaption des Stoffs

Musik: Andrew Lloyd Webber

Buch: Andrew Lloyd Webber und Richard Stilgoe
1990: Lawrence Rosen und Paul Shierhorn sowie Bruce Falstein

Phantom of the Opera

Musik: Lawrence Rosen und Paul Shierhorn

Text: Bruce Falstein
1991: Maury Yeston und Arthur Kopit

Phantom

Musik und Texte: Maury Yeston

Buch: Arthur Kopit
1996: Ingfried Hoffmann und Karlheinz Freynik

Das Phantom der Oper

Musik: Ingfried Hoffmann

Buch und Liedertexte: Karlheinz Freynik
1997: Arndt Gerber und Paul Wilhelm

Das Phantom der Oper

In dieser Fassung wurde die Phantom-Geschichte zum ersten Mal original in deutscher Sprache verarbeitet.

Musik: Arndt Gerber

Text: Paul Wilhelm
1997: David Spencer und Rob Barron

Phantom of the Opera

Musik: David Spencer

Text: Rob Barron
2002/2010: Thomas Zaufke und Felix Müller
   
Das Phantom der Oper

Musik: Thomas Zaufke

Buch: Felix Müller und Victor Hunt

Liedtexte: Thomas Zaufke und Felix Müller  
2006/2010: Deborah Sasson und Jochen Sautter

Das Phantom der Oper

Autoren-Team: Deborah Sasson und Jochen Sautter

## Beschreibung Musical-Versionen
Beschreibung einzelner Musical-Adaptionen (Auswahl):

### The Phantom of the Opera / The Actors Company, 1975
- Titel:  The Phantom of the Opera
- Adaption: David Giles
- Welturaufführung: 27. Mai 1975,  Theatre Royal, Nottingham
- Anmerkung: Die erste Bühnenbearbeitung des Stoffs wurde 1975 von der britischen The Actors Company versucht. Der Erfolg war bescheiden, unter anderem wegen der Vielzahl der Nebenszenen. Erst in den frühen 1990er Jahren wurde das Stück „Kult“ und ist gelegentlich auch in Deutschland auf Musical-Tour.

### Das Phantom der Oper / Ken Hill, 1976
- Titel: Das Phantom der Oper (The Phantom of the Opera)
- Musik: diverse Komponisten (siehe Anmerkung)
- Songtexte: Ken Hill
- Buch: Ken Hill nach dem Roman von Gaston Leroux
- Welturaufführung: 7. Mai 1984, Royal Theatre, London-Stratford
- Anmerkung: Die Musik dieser Version wurde anhand von verschiedenen Opernauszügen von W. A. Mozart, Charles Gounod, Jacques Offenbach, u. a. zusammengestellt. Die Gesangspartien wurden allerdings von Ken Hill dem Fortgang der Phantom-Geschichte entsprechend umgetextet. Auch dieses Stück war in den 1990ern als Tourneeproduktion in Deutschland zu sehen.

### Das Phantom der Oper / Andrew Lloyd Webber  und Richard Stilgoe, 1986
- Titel: Das Phantom der Oper (engl. Originaltitel: The Phantom of the Opera)
- Musical in zwei Akten
- Musik: Andrew Lloyd Webber
- Buch: Richard Stilgoe, Andrew Lloyd Webber nach dem Roman von Gaston Leroux
- Songtexte: Charles Hart, Richard Stilgoe
- Regie der Originalinszenierung: Harold Prince
- Welturaufführung: 9. Oktober 1986, Her Majesty’s Theatre, London (Vorpremieren ab 27. September 1986)
- Broadwaypremiere: 26. Januar 1988, Majestic Theater, New York; letzter Vorhang nach fast 14.000 Vorstellungen am 16. April 2023.
- Deutschsprachige Erstaufführung: 20. Dezember 1988, Theater an der Wien, Wien
- Anmerkung: Die Musicalfassung von Andrew Lloyd Webber ist die international bekannteste und erfolgreichste Bühnenbearbeitung der Phantom-Geschichte. Sie wurde am Broadway mit sieben Tony Awards ausgezeichnet, der wichtigsten amerikanischen Auszeichnung für Theateraufführungen. „The Phantom of the Opera“ läuft seit über 35 Jahren äußerst erfolgreich in denselben Theatern in London und am Broadway. Sie ist nicht zu verwechseln mit den anderen Fassungen des Romans.

### Phantom / Maury Yeston und Arthur Kopit, 1991
- Musical in zwei Akten
- Musik und Texte: Maury Yeston
- Buch: Arthur Kopit nach dem Roman von Gaston Leroux
- Welturaufführung: 25. Januar 1991, Theatre Under the Stars, Houston / Texas
- Deutsche Erstaufführung: 1. Oktober 1992, Stadttheater Rüsselsheim
- Anmerkung: Diese Fassung unterscheidet sich in Musik und Bearbeitung des Originalstoffes sehr von dem Musical von Andrew Lloyd Webber. Die Autoren dieses Musicals entfernen sich gelegentlich weit von den Vorgaben der Originalgeschichte, was beispielsweise die Personenkonstellationen oder die Darstellung des Phantoms angeht. Die „geisterhafte“ Seite kommt, verglichen mit dem Buch, kaum zum Tragen. Es ist von vornherein die menschliche Seite des Phantoms, die in diesem Stück hervorgehoben wird. Dieses Musical war in den 1990ern längere Zeit als Tourneeproduktion in verschiedenen deutschen Städten zu sehen. 2004 inszenierte die Japanische Takarazuka Revue die Kopit-und-Yeston-Version neu und erzielte damit Zuschauerzahlen, die dem Webber-Phantom gleichkommen.

### Das Phantom der Oper / Ingfried Hoffmann und Karlheinz Freynik, 1996
Das Musical von Hoffmann und Freynik, das ursprünglich für den amerikanischen Markt verfasst worden war, feierte 1996 seine Uraufführung in Europa. Hoffmann und Freynik heben in ihrem Phantom einen anderen Aspekt des Leroux-Romans hervor. Bei Webber und Stilgoe ist das mordende Phantom grausam und unbarmherzig; bei der Version von Kopit und Yeston wird das Phantom als entstellter und an seiner Einsamkeit leidender Mensch dargestellt. In der Version von Hoffmann und Freynik zeigt sich das Phantom als Engel der Musik. Der entstellte Erik, der sich hinter einer Maske versteckt, nutzt die Gutgläubigkeit von Christine aus, um sie ganz für sich zu besitzen.

### Das Phantom der Oper / Arndt Gerber und Paul Wilhelm, 1997
- Musical in 16 Bildern
- Musik: Arndt Gerber
- Text: Paul Wilhelm nach dem Roman von Gaston Leroux
- Welturaufführung: 11. März 1997, Donauhalle, Donaueschingen
- Anmerkung: In dieser Fassung wurde die Phantom-Geschichte zum ersten Mal original in deutscher Sprache verarbeitet. Als künstlerische Gegenposition zur Fassung von Andrew Lloyd Webber legt Paul Wilhelm mehr Wert auf das gesprochene Wort. Die Central Musical Company (ASA Event GmbH) tourte mit dieser Fassung bis 2022 durch Deutschland, Italien, Österreich und die Schweiz.[13]

### Das Phantom von Paris / Peer Raben, 2006
Die weltweit erste Fortsetzung des Musical-Stoffes wurde im Jahre 2006 vom ehem. R.-W.-Fassbinder-Komponisten Peer Raben auf Basis des Librettos von Volker Führer und Axel Schulß komponiert – Produzentin war die Jacarandá Edições Artisticas Lda. für Stracke-Interworld Produktion, das Tourneetheater, welches mit der oben genannten Fassung von Kopit und Yeston jahrelang in Deutschland auf Tournee war.

### Das Phantom der Oper / Deborah Sasson und Jochen Sautter, 2006/2010
- Text: Deborah Sasson und Jochen Sautter
- Musik: Deborah Sasson und Jochen Sautter[14]
- Arrangement und musikalische Leitung: Peter Moss
- Welturaufführung: 2006[15]

2010: Neuinszenierung mit Premiere im Kongresszentrum Darmstadt
- Anmerkung: Diese Version des Roman-Stoffs, die in mehreren Städten in Deutschland, Österreich und der Schweiz aufgeführt wird, ist eine Mischung aus Musical und Oper. Die Sopranistin Deborah Sasson hat nicht nur Musik und Text mitentworfen, sondern tritt im Musical auch in der Rolle der Christine auf. Das Phantom resp. Erik wird als verzweifelter Außenseiter dargestellt. Es ist eine zerrissene Person zwischen Gier nach Liebe und Hass auf seine Mitmenschen.[17]

### Liebe stirbt nie / Andrew Lloyd Webber, Glenn Slater und Ben Elton, 2010
- Text: Andrew Lloyd Webber, Glenn Slater, Ben Elton und Charles Hart (nur Liedtexte)
- Musik: Andrew Lloyd Webber
- Welturaufführung: 9. März 2010, Adelphi Theatre (London)

Deutsche Erstaufführung: 15. Oktober 2015, Operettenhaus, Hamburg
- Anmerkung: Liebe stirbt nie ist eine Fortsetzung des Phantoms der Oper. Die Handlung spinnt sich um die gleichen Charaktere, entspricht aber nicht mehr der Romanvorlage von Gaston Leroux. Stattdessen werden Ideen aus Frederick Forsyths Erzählung Das Phantom von Manhattan verwendet. Das Stück spielt zehn Jahre nach den Geschehnissen des Phantoms der Oper. Das Phantom, das Christine nach wie vor liebt, betreibt jetzt unter dem Namen Mr. Y einen Vergnügungspark auf Coney Island. Christine, inzwischen gefeierte Opernsängerin, reist mit ihrem Ehemann Raoul und Sohn Gustave nach Manhattan. Dort kommt es zu einer schicksalhaften Begegnung.

## Schauspiel
Das Phantom der Oper. Schauspiel von Cornelia Wagner
 erschien im Deutschen Theaterverlag, Weinheim (2007)

## Verfilmungen
Der Stoff um das Phantom der Oper von Gaston Leroux wurde schon mehrfach verfilmt.

Siehe: Das Phantom der Oper (Film)